# 酒泉城墙
酒泉城墙，位于中国甘肃省酒泉市肃州区。酒泉城墙现存两段残墙及南门遗址。1984年，酒泉古城门（南门）列为酒泉县文物保护单位；2003年，列为甘肃省文物保护单位。。

## 历史
西汉元鼎二年至六年（前115年至前111年），始筑城墙，称禄福城，为酒泉郡及禄福县治所。东汉建康元年（144年），城墙因地震损毁。东晋永和二年（346年），前凉酒泉太守谢艾重修禄福城，城墙东西宽630米，南北950米，设东门、南门。
明洪武二十八年（1395年），增筑城墙，增筑后城墙周围共八里三分（3840米），墙高三丈五尺（11.2米），厚一丈（3.2米），设东、南、北三座城门。成化二年（1466）巡抚徐廷璋又增筑东关厢土城，设南、东、北三哨门。万历三年（1575年），城墙包砖，历时四年竣工。 
民国二十九年（1940年），甘肃至新疆公路通车，始增开西城门。
1952年，当地政府决定拆除原城墙上的城砖，用于城市建设。城墙仅余夯土。剩余夯土也逐渐消失殆尽。现仅存两夯土段，一段位于酒泉市军分区，长142米，残高3至13米，底宽18米，为原城墙西南角；另一段位于地质四队家属院附近，长200多米，残高8至10米，底宽4至6米。